# Kol (Rukum)
Kol – gaun wikas samiti w zachodniej części Nepalu w strefie Rapti w dystrykcie Rukum. Według nepalskiego spisu powszechnego z 2001 roku liczył on 624 gospodarstw domowych i 3294 mieszkańców (1638 kobiet i 1656 mężczyzn).